# Armstrong Whitworth AW.681
Armstrong Whitworth AW.681 (также известный как Whitworth Gloster 681 или Hawker Siddeley HS.681) — проект британского военно-транспортного самолёта дальнего действия разработанный в начале 1960-х годов. Летательный аппарат разработки компании Armstrong Whitworth Aircraft должен был обеспечивать возможность как короткого взлета и посадки (STOL), так и вертикального взлета и посадки (VTOL).

## История
AW.681 был разработан с учетом эксплуатационных требований 351, на которые сильно повлияла спецификация НАТО NBMR-4. И Армстронг Уитворт, и Британская авиастроительная корпорация энергично боролись за получение контракта, а также за производство двигателей Bristol-Siddeley и Rolls-Royce Ltd. Оба предложения пришлось серьезно пересмотреть после обновления Требования, которое добавило характеристики вертикального взлета и посадки. Модель AW.681 Армстронга Уитворта оказалась предпочтительным вариантом для выбора.
5 марта 1963 года министр авиации Великобритании Джулиан Эмери заявил о подготовке замены транспортных самолётов моделей Handley Page Hastings и Blackburn Beverley, используемых транспортным командованием Королевских ВВС, на новую модель под названием Whitworth Gloster 681. Однако после смены правительства в феврале 1965 года проект был отменён. Была объявлена программа .681. Несмотря на попытки Армстронга Уитворта удешевить конструкцию, кульминацией которых стало предложение HS.802, это решение не было отменено. После прекращения производства AW.681 было решено вместо этого приобрести Lockheed Hercules американского производства в качестве стандартного средства для удовлетворения транспортных требований Королевских ВВС. 

## Конструкция
В своей базовой конфигурации AW.681 представлял собой моноплан с круглым в поперечном сечении фюзеляжем, стреловидным высокорасположенным крылом и Т-образным хвостовым оперением. Хвост приподнят для упрощения погрузки, имеет большие грузовые двери и рампу. Помимо этого самолёт оборудован несколькими боковыми дверями в носовой и кормовой частях грузовой кабины. В конфигурации, предложенной для Королевских ВВС, AW.681 мог бы вместить максимальную нагрузку в 60 парашютистов. Убирающееся основное шасси было размещено в больших наплывах внизу фюзеляжа.
AW.681 должен был оснащаться четырьмя турбовентиляторными двигателями Rolls-Royce RB.142 Medway на пилонах под крылом. Они должны были быть объединены с серией сопел изменяемого вектора тяги. Выбор силовой установки был предметом ожесточенной борьбы между производителями двигателей Rolls-Royce и Bristol-Siddeley. В конечном счёте, Армстронг Уитворт остановил свой выбор на модели Medway RB.174-11, которая, по прогнозам, должна была обеспечивать максимальную тягу в 13 800 фунтов (6259 кг), хотя, по данным Rolls-Royce, более мощные модели должны были развивать тягу около 20 000 фунтов (9071 кг). Для улучшения характеристик СУВП/СВВП у двигателей должны были быть установлены дефлекторы.
Согласно проекту, AW.681 должен был оснащаться системой управления пограничным слоем (СУПС), которая включала бы в себя закрылки с сдувом, установленные на передней кромке крыла. Элероны, закрылки и предкрылки управлялись бы с помощью обдуваемого воздуха. Комбинация СУПС и изменяемого вектора тяги обеспечила бы AW.681 высокую эффективность как СУВП, которая могла быть достигнута исключительно с помощью двигателей Medway. Для достижения дальнейшего повышения производительности были предложены варианты как впрыска воды, так и форсажа.
Один из предложенных вариантов AW.681 должен был обладать характеристиками СВВП, хотя для достижения этого потребовались бы значительные изменения. В одном из вариантов он был бы оснащен восемнадцатью дополнительными подъемными двигателями RB.162-64 мощностью по 6000 фунтов (27 000 Н) в дополнение к четырем двигателям Medway. В качестве альтернативы двигатели Medway могли быть заменены четырьмя канальными турбовентиляторными двигателями Bristol Siddeley Pegasus, такими же силовыми установками, которые использовались на реактивном самолете Harrier jump. Конкретная версия Pegasus, которая планировалась для использования, была 5 или 6, которая должна была быть рассчитана на усилие около 18 000 фунтов (80 000 Н). Оба подхода были предложены как способные обеспечить  возможности СВВП.

## Технические характеристики (вариантСУВП)
Данные предоставлены Armstrong Whitworth Aircraft
Основные характеристики:
- Грузоподъемность — 35 000 фунтов (16 000 кг)

- Длина — 104 футов 2 дюйма (31,75 м)
- Размах крыла — 134 футов 0 дюймов (40,84 м)
- Высота — 37 футов 10 дюймов (11,53 м)
- Площадь крыла — 2250 кв. футов (209 м2)
- Полная масса — 181 200 фунтов (82 191 кг)
- Силовая установка — 4 турбовентиляторных двигателя Rolls-Royce Medway с отклонением тяги, тяга 13 790 фунтов силы (61,3 кН) каждый.

Производительность (выше 25 000 футов (7600 м):
- Максимальная скорость — 0,71 Маха.
- Дальность полëта — 4800 миль (7700 км, 4200  морских миль)